# Tchalinga
Tchalinga  ist ein Arrondissement im Département Donga im westafrikanischen Staat Benin. Es ist eine Verwaltungseinheit, die der Gerichtsbarkeit der Kommune Ouaké untersteht.

## Demografie und Verwaltung
Gemäß der Volkszählung 2013 des beninischen Statistikamtes INSAE hatte das Arrondissement 6027 Einwohner, davon waren 3073 männlich und 2954 weiblich.
Von den 61 Dörfern und Quartieren der Kommune Ouaké entfallen vier auf Tchalinga: Kawado, Landa, Madjatom und Tchalinga.